# Вымь
Вымь (Е́мва, Юлва) — река в Княжпогостском и Усть-Вымском районах Республики Коми, правый приток Вычегды (впадает на 298-м км от её устья близ посёлка Усть-Вымь).
В начале XV века селения по Выми входили в Яренский уезд. Вымская земля-волость и Усть-Вымская вотчина в 1580-х годах входили в состав Вычегодского уезда. В 1780 году волости на Выми в составе Яренского уезда отошли к Великоустюжской области Вологодского наместничества, а в 1918 году — к Северо-Двинской губернии.

## Этимология
Река Вымь также носит название Емва и имеет финно-угорское происхождение. Гидроним Емва попал в коми язык из видоизмененного хантыйского слова емынг/йэмынг — «священный», с последующей переработкой и утратой суффикса -ынг и добавлением типичного для языка коми ва — «река», а с добавлением приставного в образовалось Вымь.

## География

Бассейн Северной Двины

Длина реки — 499 км, площадь водосборного бассейна — 25 600 км². Расход воды 259,97 м³/с.
Исток с южных склонов Тиманского кряжа у хребта Покъюиз.
Крупнейшие притоки: Ворыква, Ёлва, Пожег, Чуб — правые; Коин, Весляна — левые.
В бассейне Выми расположено озеро Синдорское, второе по величине площади водного зеркала в республике.
Судоходна весной до посёлка Божъюдор в течение 30—25 сут.
До города Емвы (расположен в 65 км от устья), где устанавливается поперечная запань, осуществляется молевой сплав леса.
В верхнем течении Вымь сильно извилиста. Имеет неширокую долину с пологими залесёнными склонами; развита двухсторонняя пойма.
В среднем течении протекает в узкой долине с залесёнными склонами высотой до 75—80 м; небольшие пойменные участки встречаются местами. Русло малоизвилистое. Дно песчано-галечное, местами каменистое, встречаются пороги. От устья реки Шомуква до реки Елвы Вымь течёт в высоких коренных берегах.
Ширина реки до 100 м. Глубина воды в межень 1—1,5 м, на перекатах — до 0,2 м. Скорость течения иногда превышает 1 м/с. В среднем течении Вымь носит черты полугорной реки.
В нижнем течении долина Выми расширяется до 2—3 км; её склоны пологие, преимущественно, залесены. Пойма в основном узкая, односторонняя. Русло песчано-галечное, шириной до 200—300 м. Глубина воды — 5—3 м.

## Гидрология
Питание Выми смешанное, преимущественно снеговое. Вскрытие малых рек и начало весеннего ледохода в бассейне приходится на конец апреля — начало мая и обычно сопровождается интенсивным подъёмом уровня воды, нередко заторами льда. Средняя продолжительность ледохода — 6 суток. За период половодья по рекам проходит 55—65 % годового стока.
Летне-осенняя межень длится 90—100 сут. Нередко она прерывается дождевыми паводками, во время которых подъём уровней воды в Выми может достигать 4,5—5,5 м.
Процесс замерзания рек обычно приходится на конец октября — начало ноября и длится 10—15 суток.
| Средний расход воды (м³/с) реки Вымь по месяцам с 1956 по 1988 гг. (замеры производились на гидрологическом посту в районе д. Половники (48 км от устья)) |

## Притоки
Самые большие притоки Выми — Чуб, Пожег, Весляна, Ёлва, Коин и Ворыква.
(км от устья)
- 7 км: Ерыч (пр)
- 15 км: Ачим (лв)
- 36 км: Ёльдор (пр)
- 48 км: Муська (пр)
- 49 км: Кылтовка (лв)
- 54 км: Ачим (лв)
- 67 км: Кылтовка (лв)
- 82 км: Газъю (лв)
- 96 км: Чуб (пр)
- 102 км: Ёль (пр)
- 130 км: Пожег (пр)
- 146 км: Ветью (пр)
- 154 км: Весляна (лв) (274 км от истока Ропчи)
- 160 км: Ёлва (пр) (255 км)
- 168 км: Улыс-Божъюдор (лв)
- 171 км: Божъюдор (пр)
- 185 км: Коин (лв)
- 188 км: Пейсын (пр)
- 200 км: Кэмысь (лв)
- 212 км: Олэм (пр)
- 220 км: Вожпомъю (пр)
- 227 км: Чисва (пр)
- 250 км: Помрас (пр)
- 257 км: Нюлач (пр)
- 274 км: Шомвуква (лв)
- 276 км: Кедва (лв)
- 282 км: Чёв (пр)
- 312 км: Гэрдъёль (пр)
- 314 км: Ямщиков-Содмес (лв)
- 319 км: Ворыква (пр)
- 320 км: Седъю (пр)
- 330 км: Яйю (пр)
- 342 км: Лёктыдор (пр)
- 351 км: Покъю (лв)
- 359 км: река без названия (пр)
- 393 км: Нижняя Видзъю (лв)
- 398 км: Верхняя Видзъю (лв)
- 401 км: Вежаю (пр)
- 418 км: Щугер (пр)
- 425 км: Саръю (пр)
- 471 км: река без названия (пр)

## Хозяйственное использование
Вымь — река заповедная, сёмужно-нерестовая. В ней водятся сёмга, нельма, сиг, стерлядь, хариус, лещ, язь и другие породы рыб. Лов ценных пород рыб на Выми и её притоках запрещён. В 1989 году создан Вымский ихтиологический заказник. Вдоль берегов установлена водоохранная лесная зона шириной 3 км; вдоль основных притоков она составляет 1 км.
С рекой связаны миссионерская деятельность Стефана Пермского и начало распространения христианства на Коми земле.
В древности по Выми проходил речной торговый путь («чрезкаменный» — через Урал), связывавший Северную Европу с Северной Азией.